# Conus fusus
Conus fusus é uma espécie de gastrópode do gênero Conus, pertencente a família Conidae.